# Paolo Veronese

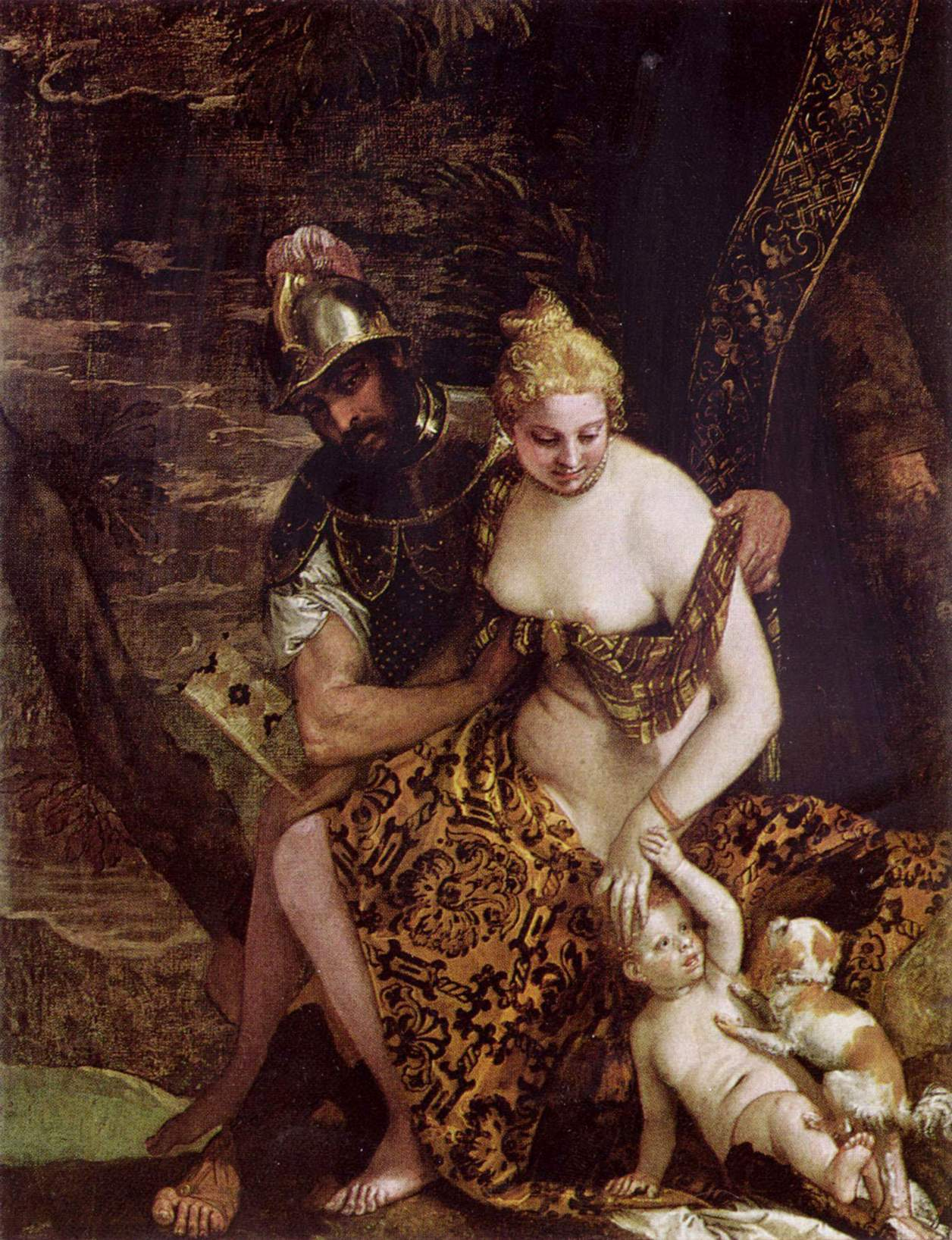
Mars och Venus av Paolo Veronese.

Paolo Caliari vanligen känd som Veronese efter sin födelsestad, född 1528 i Verona, död 19 april 1588 i Venedig, var en italiensk målare, en av de största mästarna inom 1500-talets venetianska måleri.

## Biografi
Paolo Caliari omtalas redan 1541 som elev och medhjälpare till Antonio Badile. 1553 är han var kvar i Verona, men 1555 har han ett uppdrag i Venedig. En pseudonym omtalar 1560 att Veronese börjar bli känd och att utmärkte sig för "sitt behagliga sätt i samtal och umgänge". Veronese blev 1563 medlem i en jury för bedömning av mosaiker.
Varonese var tillsammans med Tintoretto senrenässansens ledande konstnär. I motsats till kollegan ägnade han sig åt mera världsligt betonade motiv, om än under religiös täckmantel, samt målade stora vägg- och takmålningar, där han i praktfulla färger skapade storslaget festliga scener, såsom Gästabudet i Levis hus.
Veronese kom i allvarlig konflikt med inkvisitionen för sitt sätt att framställa religiösa motiv som om det bara var fråga om festivalscener, till exempel Bröllopet i Kana (1563) och Gästabudet i Levis hus (1573). Han censurerades visserligen, men hans rykte led inte någon permanent skada. Veronese är representerad vid bland annat Göteborgs konstmuseum och Nationalmuseum (Venus sörjande Adonis).